# Lucky Guri
Joaquim Guri Soler (Calella, agost de 1950 - 22 de juny de 2023) més conegut com a Lucky Guri fou un pianista català, molt conegut per les seves aparicions televisives i per acompanyar un gran nombre de solistes, bona part a la històrica La Cova del Drac barcelonina.
Nascut a Calella (el Maresme), des de ben petit va viure a Barcelona, epicentre musical on va començar a forjar la seva trajectòria musical. Va militar en un gran nombre de bandes, com ara New Jazz Trio i Lucky Guri Trio (també en format quintet), i també va acompanyar artistes de la Nova Cançó com Guillermina Motta i Maria del Mar Bonet. També va tocar amb Núria Feliu i amb Tony Ronald.

## Biografia
Guri es va traslladar a Barcelona amb la família amb 7 anys. L’any següent ja anava al Conservatori Municipal de Música, on es va formar com a pianista clàssic, i el 1967 va formar el seu primer trio de jazz. Va estudiar Dret, per recomanació familiar.
Des de l'any 1971, any que va començar les seves actuacions a La Cova del Drac del carrer de Tuset de Barcelona, va tenir ocasió de tocar acompanyant grans figures del Jazz nord-americà, tot aprofundint en aquest gènere musical.
El seu primer grup New Jazz Trio, que més tard, el 1975, es va reconvertir en Barcelona Traction, va gravar dos LP, i va participar en les dotze hores de Rock a Canet del 1975.
Anteriorment va fer un treball que va estar perdut durant molts anys i que va situar-lo com el primer músic de la història en fer un disc sencer amb versions instrumentals i en clau psicodèlica dels Beatles: l'àlbum We are digging the Beatles, que va firmar a mitges amb el saxofonista alemany Peter Rohr i que també va comptar amb la participació de Carles Benavent, Salvador Font i Max Sunyer. Un disc que té la valentia i el mèrit de versionar els Beatles quan els quatre de Liverpool encara eren vius i quan ningú s'havia atrevit a versionar-los de manera íntegra. De fet, la gosadia de Guri, realitzada sota el paraigua d'Àngel Fàbregues, del segell Als 4 Vents, va sortir-li cara, ja que quan el disc va aparèixer al mercat no tenia els permisos necessaris. En aquell moment, els quatre de Liverpool es barallaven als tribunals per repartir-se el pastís i no s'autoritzava cap edició ni versió de la seva obra. Això va fer que el treball de Lucky Guri fos retirat de les botigues per la policia judicial, fet que provocà que aquest disc s'oblidés per sempre. Tot i així, sempre tindria el privilegi d'haver estat el pioner a fer un disc de versions dels Beatles i formar part de la història.
Pioner en la introducció del piano elèctric als concerts, Lucky Guri va participar en molts programes de ràdio i televisió, i el seu salt a la fama va ser sobretot per la seva presència al programa de Televisió de Catalunya Tres pics i repicó d'Antoni Bassas a partir de 1987, on el van batejar com a Sam, fent al·lusió al clàssic film Casablanca. També a TV3, l'octubre de 1995, va començar la seva col·laboració en el programa Sense títol d'Andreu Buenafuente.
Lucky Guri hi va col·laborar constantment a La cova del Drac en la nova ubicació a la Plaça del Camp, fent actuacions continuades i organitzant Jam Sessions amb diferents artistes. Així és com es va formar la Sextet Dixieland de Lucky Guri. Després de provar les primeres experiències en aquestes Jam Sessions, es van decidir a sortir a interpretar les seves versions en els seus concerts en diferents llocs de Catalunya, entre els quals destaquen les seves sessions temàtiques a la “Cava Club” de la Nova Jazz Cava de Terrassa, acompanyat per diferents vocalistes com Laura Simó o Marian Barahona.
Per celebrar els 50 anys de carrera el divendres 30 de gener de 2016 se li va retre un sentit homenatge al Teatre Sala Mozart de Calella.
Va participar en la Marató de TV3 contra l'ictus i lesions medul·lars i cerebrals traumàtiques on va explicar com un dia, l'any 2004, va romandre davant d'un piano «sense saber per a què servien les tecles blanques ni les negres». Lucky Guri va haver d'aprendre a tocar el piano de nou.